# Лопух малий
{{#ifeq:0|0|{{#if:|{{#if:Arctiumminus|[[]}}|}}}}
Лопух малий (Arctium minus) — вид рослин з родини айстрових (Asteraceae), поширений на Мадейрі, у Європі, на заході Азії.

## Опис
Дворічна рослина 50–125 см заввишки. Корені сильні. Стебло гіллясте, груба, з короткими волосками. Листки чергуються, черешкові. Листові пластини від широколанцетних до яйцюватих, основа серцеподібна, часто великозубчасті, низ біло-зеленувато-пухнастий. Кошики в китицеподібних скупченнях. Кошики дрібні, 1.5–2.5 см в діаметрі; верхні — часто поодинокі в пазухах верхніх листків. Листочки обгортки більш-менш павутинисті; внутрішні — лінійні, на кінці пофарбовані в пурпуровий колір, коротші від квіток. Віночки пурпурові. Сім'янки коричневі, чорноплямі, 4–5 мм довжиною, ребристі, з обох кінців поперечно-зморшкуваті; чубчик 1.5–2 мм довжиною.

## Поширення
Поширений на Мадейрі, у Європі, на заході Азії — Афганістан, Кіпр, Іран (північний захід), Ірак, Ліван, Сирія (західна), Туреччина, Грузія, західний Сибір; натуралізований на Азорських островах, в Австралії, Канаді, США, Норвегії.
В Україні вид зростає на всій території (в Криму — ПБК, рідко); вітамінна, харчова, медоносна рослина, бур'ян.

## Галерея

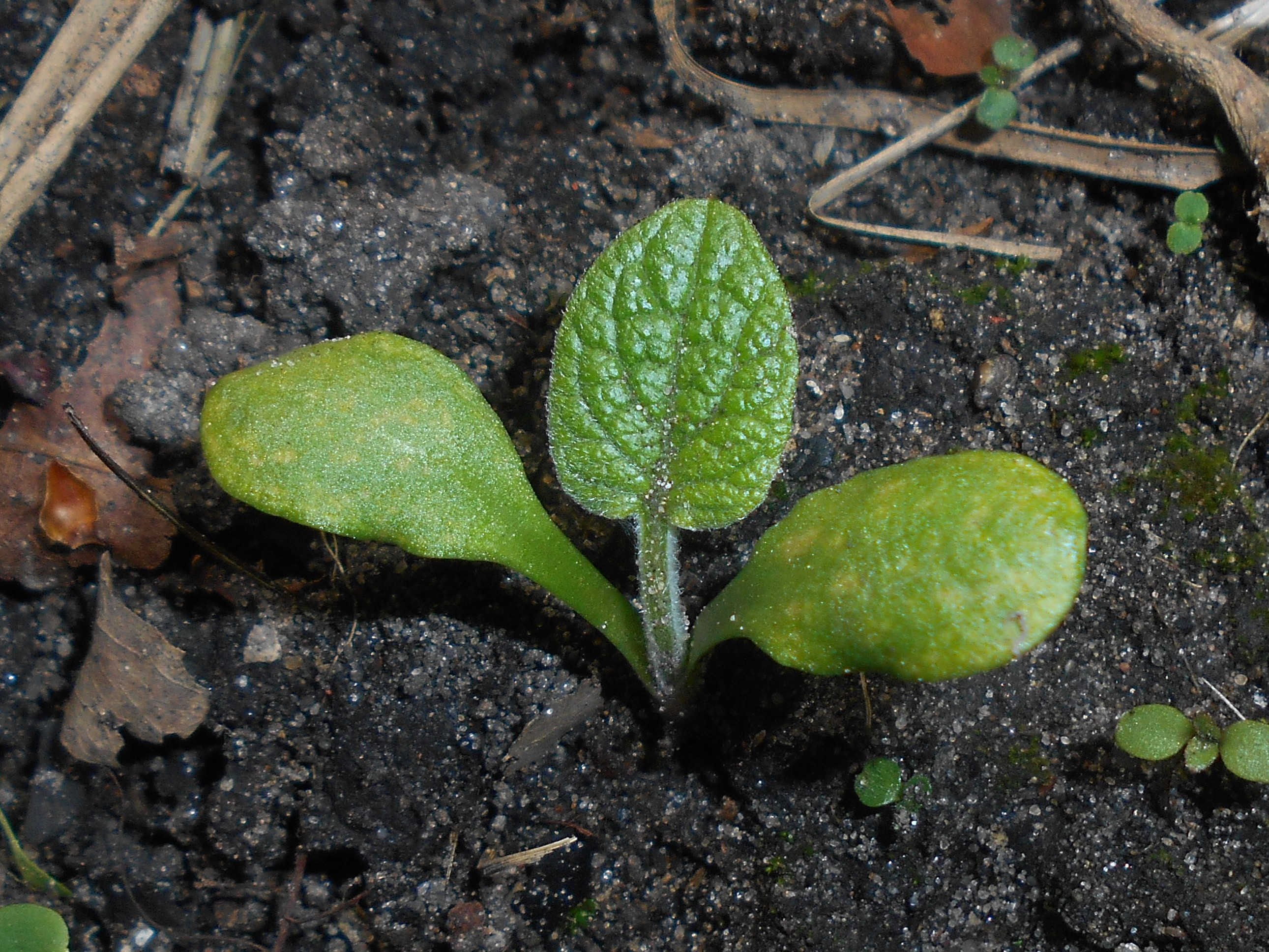
сіянець
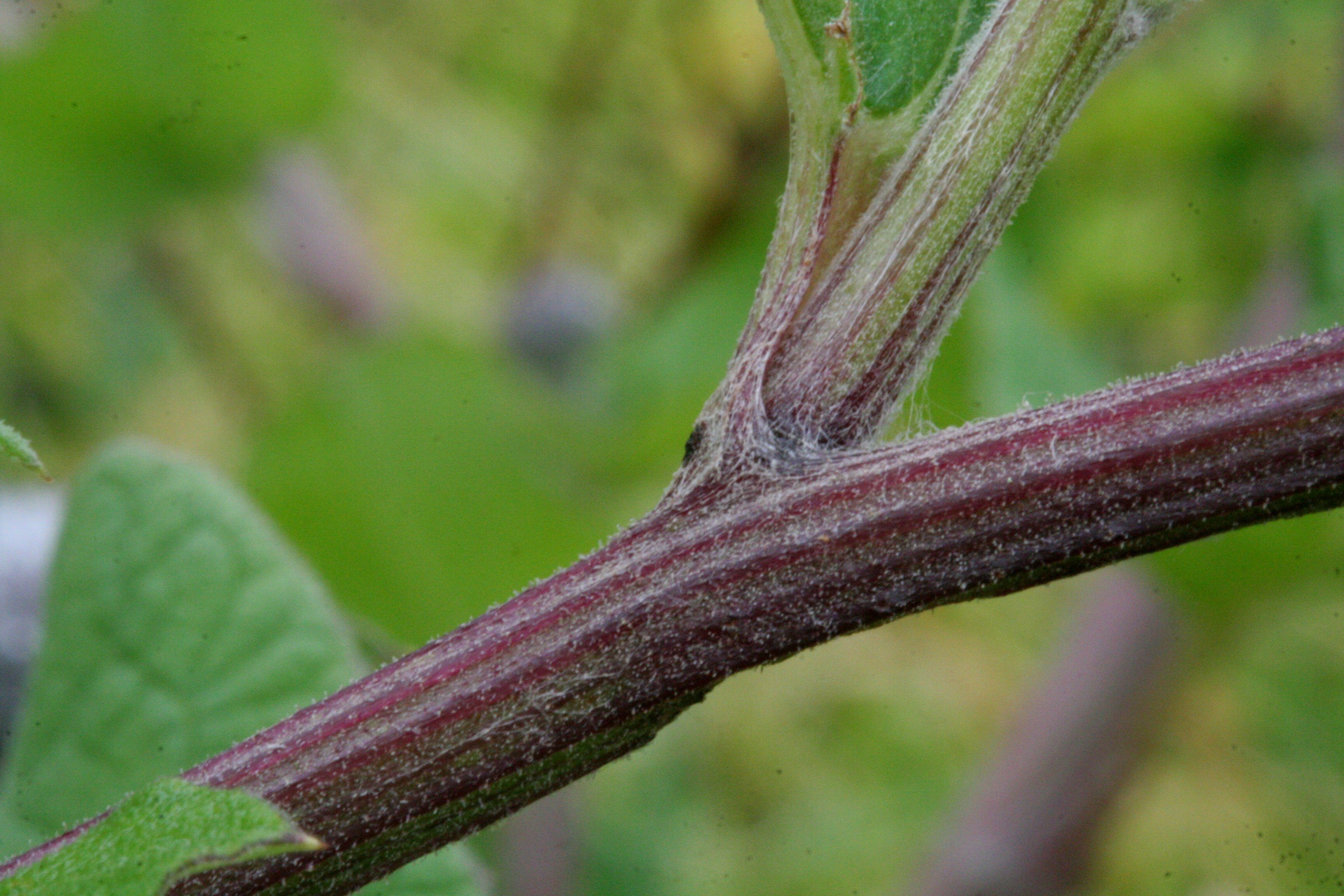
стебло
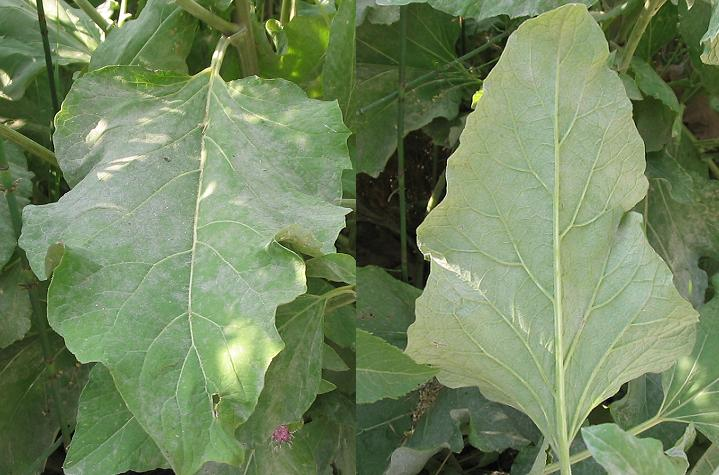
листя
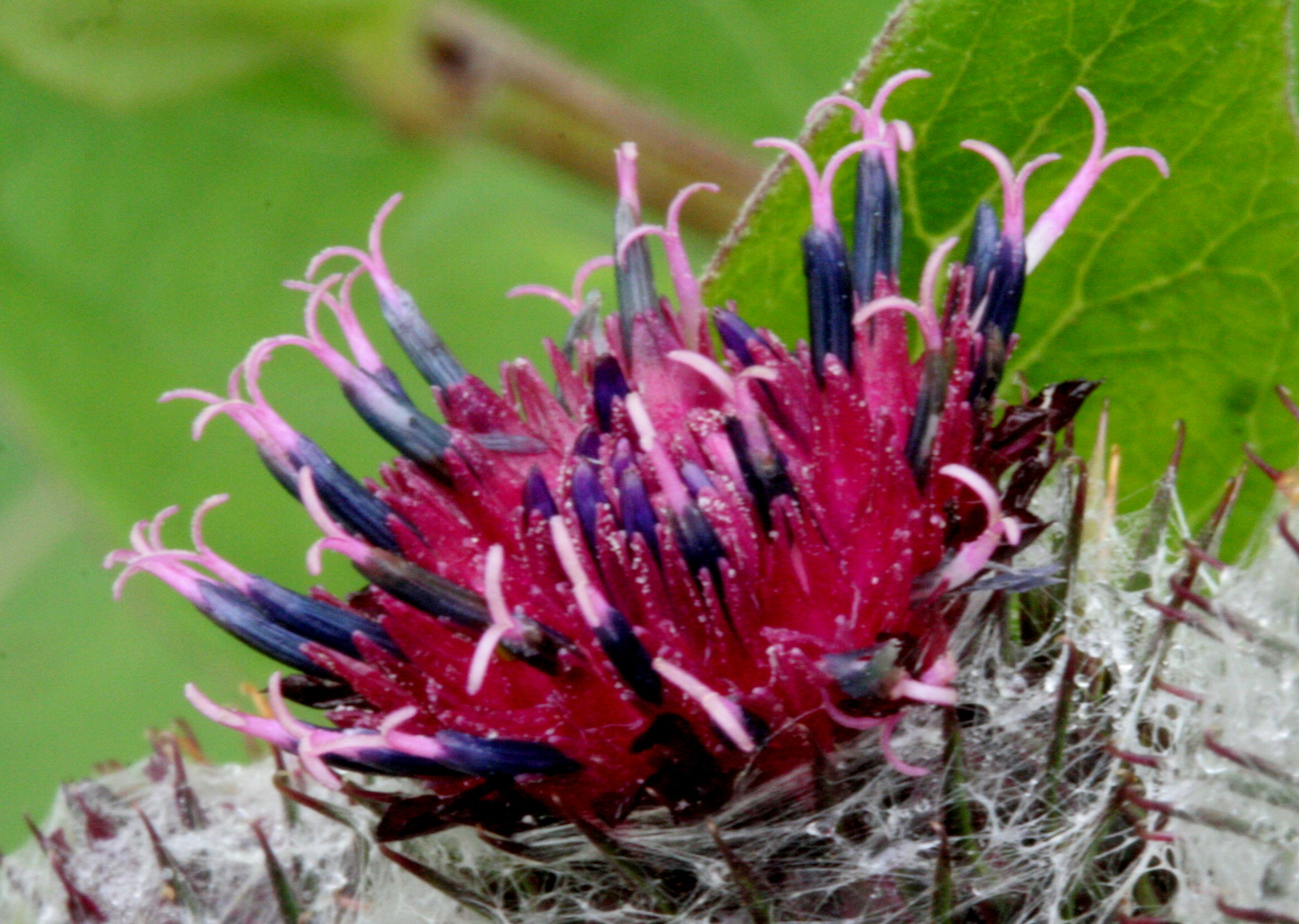
квіти
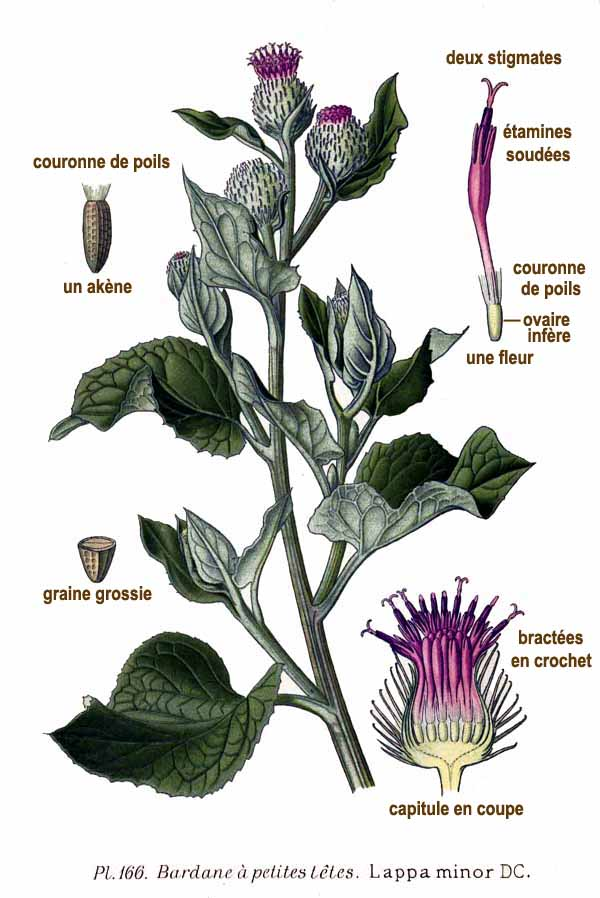
ілюстрація